# Хердман, Джей
Джей Джо́шуа Хе́рдман (англ. Jay Joshua Herdman; 14 августа 2004, Инверкаргилл, Новая Зеландия) — новозеландский футболист, полузащитник клуба «Уайткэпс 2».

## Биография

### Ранние годы
Хердман начал играть в футбол в возрасте 4 лет в команде «Хибискас Коуст». Он переехал в Канаду в возрасте 8 лет, когда его отец стал главным тренером женской сборной Канады. В Канаде позже он играл в команде «Сарри Юнайтед», а затем присоединился к академии клуба «Ванкувер Уайткэпс» в августе 2017 года. Тренировался с первой командой «Ванкувер Уайткэпс» во время предсезонок 2021 и 2022 годов, сыграл в предсезонном матче с «Инди Илевен» 10 апреля 2021 года.

### Клубная карьера
В марте 2022 года Хердман подписал профессиональный контракт с «Уайткэпс 2», фарм-клубом «Ванкувер Уайткэпс» в MLS Next Pro, до конца сезона 2022 с опцией продления на сезон 2023. Его профессиональный дебют состоялся 26 марта в матче стартового тура сезона против «Хьюстон Динамо 2». 5 июня в матче против «Реал Монаркс» он забил свой первый гол в профессиональной карьере. В ноябре 2023 года Хердман подписал с «Уайткэпс 2» новый контракт на сезон 2024. После участия в предсезонке 2024 года в составе первой команды «Ванкувер Уайткэпс», был взят ею в краткосрочную аренду на первый матч первого раунда Кубка чемпионов КОНКАКАФ против мексиканского «Тигреса УАНЛ», но остался незадействованным запасным. Брался в краткосрочные аренды ещё 1 марта и 19 апреля. 20 апреля он дебютировал в MLS в матче против «Сиэтл Саундерс», выйдя на замену в конце второго тайма вместо Райана Голда.

### Международная карьера
Хердман имеет право выступать за Новую Зеландию по праву рождения, за Англию — по праву родства, а за Канаду — по праву проживания.
В апреле 2022 года Хердман был вызван в сборную Канады до 20 лет для участия в тренировочном лагере в Коста-Рике. В ходе лагеря сыграл в товарищеском матче со сборной Коста-Рики до 20 лет. Значился в предварительной заявке сборной на молодёжный чемпионат КОНКАКАФ 2022 из 60 игроков, но в окончательный состав из 20 игроков не попал.
В составе сборной Новой Зеландии до 19 лет Хердман стал победителем чемпионата ОФК до 19 лет 2022, получив «Золотой мяч» как лучший игрок турнира.
В составе сборной Новой Зеландии до 20 лет Хердман принял участие в молодёжном чемпионате мира 2023. Забил гол в матче против сборной Узбекистана до 20 лет 23 мая.
Хердман был включён в состав олимпийской сборной Новой Зеландии на Олимпийские игры 2024.

### Личная жизнь
Джей — сын футбольного тренера Джона Хердмана.

## Достижения
Командные
 сборная Новой Зеландии до 19 лет
- Чемпион ОФК до 19 лет: 2022

Личные
- «Золотой мяч» чемпионата ОФК до 19 лет: 2022

## Статистика выступлений
| Выступление       | Выступление      | Выступление      | Лига | Лига | Плей-офф | Плей-офф | Кубок | Кубок | Континент | Континент | Итого | Итого |
| Клуб              | Лига             | Сезон            | Игры | Голы | Игры     | Голы     | Игры  | Голы  | Игры      | Голы      | Игры  | Голы  |
| ----------------- | ---------------- | ---------------- | ---- | ---- | -------- | -------- | ----- | ----- | --------- | --------- | ----- | ----- |
| Уайткэпс 2        | MLS Next Pro     | 2022             | 18   | 2    | —        | —        | —     | —     | —         | —         | 18    | 2     |
| Уайткэпс 2        | MLS Next Pro     | 2023             | 8    | 1    | —        | —        | —     | —     | —         | —         | 8     | 1     |
| Уайткэпс 2        | MLS Next Pro     | 2024             | 16   | 5    | —        | —        | —     | —     | —         | —         | 16    | 5     |
| Уайткэпс 2        | Итого            | Итого            | 42   | 8    | —        | —        | —     | —     | —         | —         | 42    | 8     |
| Ванкувер Уайткэпс | MLS              | 2024             | 1    | 0    | —        | —        | —     | —     | 0         | 0         | 1     | 0     |
| Всего за карьеру  | Всего за карьеру | Всего за карьеру | 43   | 8    | —        | —        | —     | —     | 0         | 0         | 43    | 8     |

Источники: Transfermarkt, Soccerway, Football Database EU.